# Érd
Érd (in tedesco Hanselbeck, in croato Andzabeg, in turco Hamzabey) è una città e circondario autonomo di 63.077 abitanti, capoluogo della contea di Pest, nell'Ungheria centrale. Fa parte dell'area metropolitana di Budapest.

## Amministrazione

### Gemellaggi
- Derby, Regno Unito
- Erlangen, Germania
- Kolín, Repubblica Ceca
- Klatovy, Repubblica Ceca
- Kotka, Finlandia
- Kretinga, Lituania
- Kroměříž, Repubblica Ceca
- Levice, Slovacchia
- Modena, Italia
- Reghin, Romania
- Sandbatch, Regno Unito
- Subotica, Serbia